# Campeonato de España de baloncesto 1935
El Campeonato de España de baloncesto de 1935 fue la 2.ª edición del Campeonato de España. La final se disputó en el Parque Municipal de Montjuïc de Barcelona. La segunda edición debió disputarse en 1934, pero no se llevó a cabo hasta 1935, ya que los equipos catalanes la boicotearon en protesta por la elección del terreno de juego y un -en su opinión- cuestionable arbitraje que les perjudicó en la edición anterior. En 1935 se celebró la segunda edición, con victoria precisamente de un equipo catalán: S. S. Patrie. Esta competición fue organizada por la Federación Española de Baloncesto (FEB).

## Desarrollo
Una importante novedad se produjo respecto a la edición anterior. En un deporte que aún daba sus primeros pasos en el país a nivel nacional, eran pocas las federaciones regionales establecidas, siendo la castellana y la catalana las más asentadas. Sin embargo, la rápida aclimatación social y evolución que tuvo hizo que nuevas sociedades fuesen surgiendo por toda España, siendo la región valenciana la que pudo presentar a dos contendientes para esta nueva edición. Fueron la Federación Universitaria Escolar de Valencia, y el Regimiento de Infantería N.º 13, quien aunque era mallorquín, se encontraba en la época asentado en la región del Turia y contendió por ello como representante valenciano.
Ambos conjuntos valencianos pertenecían a la rama militar, un hecho que se extendió rápidamente por todos los deportes del país dándoles un gran impulso. Otros ejemplos fueron el Sindicato Español Universitario o la Sección Femenina por citar algunos, teniendo gran repercusión tanto política como educativamente en el panorama.
Debido al número de participantes, seis, dos por cada región, hubo de disputarse una eliminatoria previa a las semifinales entre cuatro equipos par dilucidar los dos equipos de semifinales que acompañarían al Madrid Basket-Ball y a la Société Sportive Patrie.
Debido a que el S. S. Patrie, vencedor de su eliminatoria, accedió a la final habiendo jugado un único encuentro, se decidió que jugase un partido amistoso frente al F. U. E. Valencia para equiparar fuerzas con el otro finalista y que no tuviese ventaja. Finalmente fueron los vencedores equilibrando el palmarés de la competición entre catalanes y castellanos, las consideradas regiones más potentes del baloncesto nacional.
Los campeonatos se jugaron con balones UNIC, marca registrada, del nuevo modelo patentado con cámara de válvula.

## Eliminatorias
|  | Ronda preliminar  | Ronda preliminar  | Ronda preliminar   |                    |           | Semifinales        | Semifinales        | Semifinales        |  |           | Final         | Final         | Final         |  |
|  | 11 de octubre     | 11 de octubre     | 11 de octubre      |                    |           | 11 y 12 de octubre | 11 y 12 de octubre | 11 y 12 de octubre |  |           | 13 de octubre | 13 de octubre | 13 de octubre |  |
|  |                   |                   |                    |                    |           |                    |                    |                    |  |           |               |               |               |  |
|  |                   |                   |                    |                    |           |                    |                    |                    |  |           |               |               |               |  |
|  | Rayo Club         | Rayo Club         | 41                 |                    |           |                    |                    |                    |  |           |               |               |               |  |
|  | Rayo Club         | Rayo Club         | 41                 |                    |           |                    |                    |                    |  |           |               |               |               |  |
|  | Regimiento N.º 13 | Regimiento N.º 13 | 6                  |                    |           |                    |                    |                    |  |           |               |               |               |  |
|  | Regimiento N.º 13 | Regimiento N.º 13 | 6                  |                    | Rayo Club | Rayo Club          | 42                 |                    |  |           |               |               |               |  |
|  |                   |                   |                    |                    | Rayo Club | Rayo Club          | 42                 |                    |  |           |               |               |               |  |
|  |                   |                   | Laietà S. C.       | Laietà S. C.       | 22        |                    |                    |                    |  |           |               |               |               |  |
|  | Laietà S. C.      | Laietà S. C.      | Laietà S. C.       | Laietà S. C.       | 22        | 25                 |                    |                    |  |           |               |               |               |  |
|  | Laietà S. C.      | Laietà S. C.      |                    |                    |           |                    |                    |                    |  |           |               |               |               |  |
|  | F. U. E. Valencia | F. U. E. Valencia | 8                  |                    |           |                    |                    |                    |  |           |               |               |               |  |
|  | F. U. E. Valencia | F. U. E. Valencia | 8                  |                    |           |                    |                    |                    |  | Rayo Club | Rayo Club     | 19            |               |  |
|  |                   |                   |                    |                    |           |                    |                    |                    |  | Rayo Club | Rayo Club     | 19            |               |  |
|  |                   |                   | S. S. Patrie       | S. S. Patrie       | 23        |                    |                    |                    |  |           |               |               |               |  |
|  |                   |                   | S. S. Patrie       | S. S. Patrie       | 23        |                    |                    |                    |  |           |               |               |               |  |
|  |                   |                   |                    |                    |           |                    |                    |                    |  |           |               |               |               |  |
|  |                   |                   |                    |                    |           |                    |                    |                    |  |           |               |               |               |  |
|  |                   | S. S. Patrie      | S. S. Patrie       | 35                 |           |                    |                    |                    |  |           |               |               |               |  |
|  |                   |                   |                    | 35                 |           |                    |                    |                    |  |           |               |               |               |  |
|  |                   |                   | Madrid Basket-Ball | Madrid Basket-Ball | 10        |                    |                    |                    |  |           |               |               |               |  |
|  |                   |                   | Madrid Basket-Ball | Madrid Basket-Ball | 10        |                    |                    |                    |  |           |               |               |               |  |
|  |                   |                   |                    |                    |           |                    |                    |                    |  |           |               |               |               |  |
|  |                   |                   |                    |                    |           |                    |                    |                    |  |           |               |               |               |  |
|  |                   |                   |                    |                    |           |                    |                    |                    |  |           |               |               |               |  |
|  |                   |                   |                    |                    |           |                    |                    |                    |  |           |               |               |               |  |

### Ronda preliminar
| 12 de octubre de 1935, 10:00 | Rayo Club | 41–6    | Regimiento N.º 13 |                                                                                     |  |
|                              |           |         |                   |                                                                                     |  |
|                              |           | Reporte |                   | Pabellón: Parque Municipal de Montjuïc (Barcelona) Árbitros: Sr. Gironés (Cataluña) |  |

| Pasa a las semifinales Rayo Club |

| 12 de octubre de 1935, 11:00 | Laietà S. C. | 26–8    | F. U. E. Valencia |                                                                          |  |
|                              |              |         |                   |                                                                          |  |
|                              |              | Reporte |                   | Pabellón: Parque Municipal de Montjuïc (Barcelona) Árbitros: Sr. Borrero |  |

| Pasa a las semifinales Laietà S. C. |

### Semifinales
| 13 de octubre de 1935, 10:00 | Rayo Club | 42–22   | Laietà S. C. |                                                                                         |  |
|                              |           |         |              |                                                                                         |  |
|                              |           | Reporte |              | Pabellón: Parque Municipal de Montjuïc (Barcelona) Árbitros: Mariano Manent (Barcelona) |  |

| 12 de octubre de 1935, 12:00 | S. S. Patrie | 35–10   | Madrid Basket-Ball |                                                                         |  |
|                              |              |         |                    |                                                                         |  |
|                              |              | Reporte |                    | Pabellón: Parque Municipal de Montjuïc (Barcelona) Árbitros: Sr. Tudela |  |

### Partidos para el 4.º, 5.º y 6.º lugar
El tercer lugar se adjudicó al equipo que perdió por menos puntos las semifinales, en su caso el Laietà S. C.. El resto de equipos, sin posición definida aún, se emparejaron por sorteo, disputando dos partidos para definir, así, el cuarto, el quinto y el sexto lugar.
|  | Partido para el 6.º lugar | Partido para el 6.º lugar | Partido para el 6.º lugar |                   |                    | Partido para el 4.º lugar | Partido para el 4.º lugar | Partido para el 4.º lugar |  |
|  |                           |                           |                           |                   |                    |                           |                           |                           |  |
|  |                           |                           |                           |                   |                    |                           |                           |                           |  |
|  | Madrid Basket-Ball        | Madrid Basket-Ball        | 47                        |                   |                    |                           |                           |                           |  |
|  | Madrid Basket-Ball        | Madrid Basket-Ball        | 47                        |                   |                    |                           |                           |                           |  |
|  | Regimiento N.º 13         | Regimiento N.º 13         | 11                        |                   |                    |                           |                           |                           |  |
|  | Regimiento N.º 13         | Regimiento N.º 13         | 11                        |                   | Madrid Basket-Ball | Madrid Basket-Ball        | 41                        |                           |  |
|  |                           |                           |                           |                   | Madrid Basket-Ball | Madrid Basket-Ball        | 41                        |                           |  |
|  |                           |                           | F. U. E. Valencia         | F. U. E. Valencia | 21                 |                           |                           |                           |  |
|  |                           |                           | F. U. E. Valencia         | F. U. E. Valencia | 21                 |                           |                           |                           |  |
|  |                           |                           |                           |                   |                    |                           |                           |                           |  |
|  |                           |                           |                           |                   |                    |                           |                           |                           |  |
|  |                           |                           |                           |                   |                    |                           |                           |                           |  |
|  |                           |                           |                           |                   |                    |                           |                           |                           |  |

| 13 de octubre de 1935, 12:00 | Madrid Basket-Ball | 47–11   | Regimiento N.º 13 |                                                    |  |
| Ida                          |                    |         |                   |                                                    |  |
|                              |                    | Reporte |                   | Pabellón: Parque Municipal de Montjuïc (Barcelona) |  |

| 13 de octubre de 1935, 15:30 | Madrid Basket-Ball | 41–21   | F. U. E. Valencia |                                                    |  |
| Vuelta                       |                    |         |                   |                                                    |  |
|                              |                    | Reporte |                   | Pabellón: Parque Municipal de Montjuïc (Barcelona) |  |

### Amistoso (fuera de competición)
Para completar el cuadro de partidos del torneo, la S. S. Patrie disputó un partido amistoso contra la F. U. E. Valencia. De este modo, el S. S. Patrie tuviera un "handicap", ya que solo había jugado un partido y estaba más descansado que su rival en la final.
| 13 de octubre de 1935, 11:00 | S. S. Patrie | 37–11 | F. U. E. Valencia |                                                                                 |
|                              |              |       |                   |                                                                                 |
|                              |              |       |                   | Pabellón: Parque Municipal de Montjuïc (Barcelona) Árbitros: José María Borrero |

### Final
|       |       |                  | Pts.          | Reb.          | Ast.          | Val.          |
| ----- | ----- | ---------------- | ------------- | ------------- | ------------- | ------------- |
| B     | 1     | Rafael Ruano     | 5             | 0             | 0             | 0             |
| E     | 2     | Pedro Alonso     | 2             | 0             | 0             | 0             |
| A     | 3     | Emilio Alonso    | 6             | 0             | 0             | 0             |
| AP    | 4     | Manuel Morado    | 4             | 0             | 0             | 0             |
| P     | 5     | Augusto Martínez | 0             | 0             | 0             | 0             |
|       |       |                  |               |               |               |               |
| B     | 6     | Alfonso Vitórica | 2             | 0             | 0             | 0             |
| E     | 7     | Claudio Alonso   | 0             | 0             | 0             | 0             |
| A     | 8     | José Albiñana    | 0             | 0             | 0             | 0             |
| AP    | 9     | S. Laplana       | 0             | 0             | 0             | 0             |
| -     |       |                  |               |               |               |               |
| TOTAL | TOTAL | TOTAL            | 19            | 0             | 0             | 0             |
|       | DT    | José Segurado    | José Segurado | José Segurado | José Segurado | José Segurado |

| B     | 1     | Armando Maunier | 1           | 0           | 0           | 0           |             |             |
| E     | 2     | Juan Borrell    | 2           | 0           | 0           | 0           |             |             |
| A     | 3     | Fernando Font   | 9           | 0           | 0           | 0           |             |             |
| AP    | 4     | Raoul Arnaud    | 4           | 0           | 0           | 0           |             |             |
| P     | 5     | Tony Mitchel    | 5           | 0           | 0           | 0           |             |             |
|       |       |                 |             |             |             |             |             |             |
| B     | 6     | Juan Henry      | 2           | 0           | 0           | 0           |             |             |
| E     | 7     | Solduga         | 0           | 0           | 0           | 0           |             |             |
| -     |       |                 |             |             |             |             |             |             |
| -     |       |                 |             |             |             |             |             |             |
| -     |       |                 |             |             |             |             |             |             |
| TOTAL | TOTAL | TOTAL           | 23          | 0           | 0           | 0           |             |             |
|       |       |                 |             |             |             |             |             |             |
|       | DT    | Desconocido     | Desconocido | Desconocido | Desconocido | Desconocido | Desconocido | Desconocido |

| Árbitro | Mariano Manent |
|         |                |
|         |                |
|         |                |

|       |       |                  | Pts.          | Reb.          | Ast.          | Val.          |
| ----- | ----- | ---------------- | ------------- | ------------- | ------------- | ------------- |
| B     | 1     | Rafael Ruano     | 5             | 0             | 0             | 0             |
| E     | 2     | Pedro Alonso     | 2             | 0             | 0             | 0             |
| A     | 3     | Emilio Alonso    | 6             | 0             | 0             | 0             |
| AP    | 4     | Manuel Morado    | 4             | 0             | 0             | 0             |
| P     | 5     | Augusto Martínez | 0             | 0             | 0             | 0             |
|       |       |                  |               |               |               |               |
| B     | 6     | Alfonso Vitórica | 2             | 0             | 0             | 0             |
| E     | 7     | Claudio Alonso   | 0             | 0             | 0             | 0             |
| A     | 8     | José Albiñana    | 0             | 0             | 0             | 0             |
| AP    | 9     | S. Laplana       | 0             | 0             | 0             | 0             |
| -     |       |                  |               |               |               |               |
| TOTAL | TOTAL | TOTAL            | 19            | 0             | 0             | 0             |
|       | DT    | José Segurado    | José Segurado | José Segurado | José Segurado | José Segurado |

| B     | 1     | Armando Maunier | 1           | 0           | 0           | 0           |             |             |
| E     | 2     | Juan Borrell    | 2           | 0           | 0           | 0           |             |             |
| A     | 3     | Fernando Font   | 9           | 0           | 0           | 0           |             |             |
| AP    | 4     | Raoul Arnaud    | 4           | 0           | 0           | 0           |             |             |
| P     | 5     | Tony Mitchel    | 5           | 0           | 0           | 0           |             |             |
|       |       |                 |             |             |             |             |             |             |
| B     | 6     | Juan Henry      | 2           | 0           | 0           | 0           |             |             |
| E     | 7     | Solduga         | 0           | 0           | 0           | 0           |             |             |
| -     |       |                 |             |             |             |             |             |             |
| -     |       |                 |             |             |             |             |             |             |
| -     |       |                 |             |             |             |             |             |             |
| TOTAL | TOTAL | TOTAL           | 23          | 0           | 0           | 0           |             |             |
|       |       |                 |             |             |             |             |             |             |
|       | DT    | Desconocido     | Desconocido | Desconocido | Desconocido | Desconocido | Desconocido | Desconocido |

| Árbitro | Mariano Manent |
|         |                |
|         |                |
|         |                |

| Campeones del Campeonato de España 1935 |
| --------------------------------------- |
| S. S. Patrie 1.º título                 |

## Clasificación final
A continuación se muestra la clasificación final de la segunda edición del Campeonato de España de Baloncesto.
| 1.º | S. S. Patrie       |
| 2.º | Rayo Club          |
| 3.º | Laietà S. C.       |
| 4.º | Madrid Basket-Ball |
| 5.º | F. U. E. Valencia  |
| 6.º | Regimiento N.º 13  |